# Tuo Fozié
Tuo Fozié est un adjudant des Forces armées nationales de Côte d'Ivoire (FANCI) devenu par la suite le fer de lance de la rébellion du Mouvement patriotique de Côte d'Ivoire (MPCI) puis des Forces nouvelles.
Tuo Fozié entre en service au bataillon blindé d'Abidjan puis au Groupement des sapeurs pompiers militaires aux ordres du général Robert Guéï. Il est affecté ensuite à la section sports de l'armée ivoirienne où il passe onze années.
Condamné par contumace pour atteinte à la sûreté de l'État en septembre 2000 par le tribunal militaire, il s'exile au Burkina Faso d'où il participe à l'organisation le 19 septembre 2002, avec d'autres militaires ivoiriens mutinés, de l'attaque sur les villes d’Abidjan, Bouaké et Korhogo. La rébellion échoue en ce qui concerne la capitale mais parvient à prendre le contrôle des deux autres villes, situées respectivement dans le centre et le nord du pays.
Tuo Fozié est le premier porte-parole de la rébellion et l'un des premiers CO (chef des opérations) du MPCI. Il participe également aux pourparlers entamés à Lomé sous l’égide du président togolais Gnassingbé Eyadema. Ces pourparlers permettent d’obtenir le 17 octobre 2002 un accord de cessez-le-feu dont il est le principal signataire pour le compte du MPCI.
Après la signature de l'accord de Marcoussis, Tuo Fozié entre le 13 mars 2003 dans le gouvernement Seydou Diarra comme ministre de la jeunesse et du service civique, au titre du MPCI. Il quitte le gouvernement le 28 décembre 2005 à l'avènement du Premier ministre Charles Konan Banny.
Dans le cadre de la professionnalisation des Forces Armées des Forces Nouvelles, il obtient ses galons de commandant, qu'il refusa toujours de porter, préférant le grade d'adjudant qu'il avait au sein des FANCI.
Il fut le directeur général de la police et de la gendarmerie des Forces Nouvelles de Côte d'Ivoire.
il a été préfet de région, préfet du département de Bouna dans le nord est de la Côte d'Ivoire. 
Il est actuellement préfet de région de la région de Gbeke (Bouake, centre de la Côte d’Ivoire)

## Liens
- Article de Viky.net en 2006
- Article de Africatime en 2002